# Майсур (штат)

Южная Индия перед реорганизацией 1956 года. Старый штат Майсур выделен светло-зелёным цветом, новые границы штата обведены синей полосой

Штат Майсур — штат Индии, существовавший в 1947—1973 годах.
После произошедшего в 1947 году раздела Британской Индии княжество Майсур вошло в состав Индийского Союза в качестве штата Майсур, а его махараджа стал раджпрамукхом нового штата.
В 1956 году правительством Индии был принят Акт о реорганизации штатов. В соответствии с этим актом административное деление страны должно было быть реорганизовано так, чтобы штаты стали моноязычными. В связи с тем, что значительная часть говорящих на языке каннада уже проживала на территории штата Майсур, его было решено сделать ядром каннадаязычного штата, поэтому к нему были присоединены штат Кург, южная часть штата Бомбей и западная часть бывшего штата Хайдарабад.
В 1973 году название штата было изменено на Карнатака.